# STS-57
STS-57 byla mise raketoplánu Endeavour. Celkem se jednalo o 56. misi raketoplánu do vesmíru a 4. pro Endeavour. Cílem letu mise stanice Spacelab.

## Posádka
- Ronald J. Grabe (4) velitel
- Brian Duffy (2) pilot
- George Low (3) velitel užitečného zatížení
- Nancy J. Sherlock (1) letový specialista 2
- Peter J. Wisoff (1) letový specialista 3
- Janice E. Voss (1) letový specialista 4

V závorkách je uvedený dosavadní počet letů do vesmíru včetně této mise.

## Výstupy do vesmíru (EVA)
- EVA 1: 25. června 1993 (5 hodin, 50 minut) - Low a Wisoff